# The World’s Finest Assassin Gets Reincarnated in Another World as an Aristocrat
The World’s Finest Assassin Gets Reincarnated in Another World as an Aristocrat (jap. 世界最高の暗殺者、異世界貴族に転生する Sekai saikō no ansatsusha, isekai kizoku ni tensei suru) – seria light novel napisana przez Ruia Tsukiyo i zilustrowana przez Reię. Początkowo była publikowana jako powieść internetowa w serwisie Shōsetsuka ni narō. Następnie została nabyta przez wydawnictwo Kadokawa Shoten, które publikuje ją od lutego 2019 pod imprintem Kadokawa Sneaker Bunko.
Na jej podstawie powstała manga, publikowana w magazynie internetowym „Young Ace Up” od stycznia 2019, oraz telewizyjny serial anime, który emitowano między październikiem a grudniem 2021. Zapowiedziano powstanie drugiego sezonu.

## Fabuła
Najlepszy zabójca na świecie ginie w wyniku sabotażu samolotu, którym leciał. Dzięki łasce bogini mężczyzna odradza się jednak w świecie magii i miecza jako Lugh Tuatha Dé, tym razem mogąc przeżyć swoje życie inaczej. Bogini stawia mu jednak pewien warunek. Pewnego dnia będzie musiał wyeliminować bohatera, który doprowadzi do końca świata, jeśli nie zostanie powstrzymany. 

## Bohaterowie
- Lugh Tuatha Dé (jap. ルーグ・トウアハーデ Rūgu Tōahāde)

Seiyū: Kenji Akabane 
- Dia Viekone (jap. ディア・ヴィコーネ Dia Vikōne)

Seiyū: Reina Ueda 
- Tarte (jap. タルト Taruto)

Seiyū: Yūki Takada 
- Maha (jap. マーハ Māha)

Seiyū: Shino Shimoji 
- Cian Tuatha Dé (jap. キアン・トウアハーデ Kian Tōahāde)

Seiyū: Toshiyuki Morikawa 
- Esri Tuatha Dé (jap. エスリ・トウアハーデ Esuri Tōahāde)

Seiyū: Chiaki Takahashi 
- Bogini (jap. 女神 Megami)

Seiyū: Yukari Tamura 
- Zabójca (jap. 暗殺者 Ansatsusha)

Seiyū: Junpei Morita 

## Light novel
Seria pierwotnie była publikowana jako powieść internetowa w serwisie Shōsetsuka ni narō, gdzie ukazywała się od 29 lipca 2018 do 28 października 2021. Następnie została nabyta przez wydawnictwo Kadokawa Shoten, które zaczęło wydawać ją jako light novel pod imprintem Kadokawa Sneaker Bunko. Pierwszy tom ukazał się 1 lutego 2019, według zaś stanu na 1 sierpnia 2024, do tej pory wydano 8 tomów.
| Nr | Data wydania (język japoński) | ISBN (język japoński)  |
| -- | ----------------------------- | ---------------------- |
| 1  | 1 lutego 2019                 | ISBN 978-4-04-107941-6 |
| 2  | 1 lipca 2019                  | ISBN 978-4-04-107874-7 |
| 3  | 1 listopada 2019              | ISBN 978-4-04-107877-8 |
| 4  | 1 kwietnia 2020               | ISBN 978-4-04-108971-2 |
| 5  | 1 września 2020               | ISBN 978-4-04-108972-9 |
| 6  | 27 lutego 2021                | ISBN 978-4-04-108973-6 |
| 7  | 29 lipca 2022                 | ISBN 978-4-04-111501-5 |
| 8  | 1 sierpnia 2024               | ISBN 978-4-04-111502-2 |

## Manga
Na podstawie serii light novel powstała manga zilustrowana przez Hamao Sumeragiego. Jej rozdziały publikowane są w magazynie internetowym „Young Ace Up” od 31 stycznia 2019. Pierwszy tom tankōbon ukazał się 4 października tego samego roku, do 10 stycznia 2025 wydano zaś 8 tomów.
| Nr | Data wydania (język japoński) | ISBN (język japoński)  |
| -- | ----------------------------- | ---------------------- |
| 1  | 4 października 2019           | ISBN 978-4-04-108699-5 |
| 2  | 3 lipca 2020                  | ISBN 978-4-04-109105-0 |
| 3  | 9 kwietnia 2021               | ISBN 978-4-04-111203-8 |
| 4  | 9 listopada 2021              | ISBN 978-4-04-111808-5 |
| 5  | 9 września 2022               | ISBN 978-4-04-112553-3 |
| 6  | 10 lipca 2023                 | ISBN 978-4-04-113419-1 |
| 7  | 8 marca 2024                  | ISBN 978-4-04-114443-5 |
| 8  | 10 stycznia 2025              | ISBN 978-4-04-115356-7 |

## Anime
Adaptacja w formie telewizyjnego serialu anime, wyprodukowanego przez firmy Silver Link i Studio Palette, została zapowiedziana 15 lutego 2021. Seria została wyreżyserowana przez Masafumiego Tamurę na podstawie scenariusza Katsuhiko Takayamy. Postacie zaprojektowała Eri Nagata, a muzykę skomponował Kenichi Kuroda. Premiera pierwotnie miała odbyć się w lipcu 2021, ale została opóźniona do października z powodu „różnych okoliczności”. Anime było emitowane od 6 października do 22 grudnia 2021 w AT-X i innych stacjach. Motywem otwierającym jest „Dark seeks light” w wykonaniu Yui Ninomiyi, końcowym zaś „A Promise” autorstwa Airy Yūki. Prawa do dystrybucji serii poza Azją nabył Crunchyroll.
24 września 2023 ogłoszono powstanie drugiego sezonu.